# 菱傳媒
菱傳媒（RWNews）是一個台灣政治新聞網站，由尚同傳媒經營，總部設於臺北市內湖區台北影業大樓。 
菱傳媒2021年11月22日上線，其常設性專題包括：獨家、即時、專欄、國際、菱民調、菱鏡多元等。公司總資本額4億元、代表人施威全。另外，因總顧問陳申青與國民黨籍前國安會秘書長金溥聰是求學時期的同學，菱傳媒被認定背後具馬系背景。然而，金溥聰否認這種說法，並表示已有很長一段時間沒有與陳申青聯絡。。

## 歷史事件
2021年11月22日，菱傳媒開站。
2022年8月23日，菱傳媒官網為因應年底選戰全面改版。
2022年8月31日，媒體報導菱傳媒資本額從5000萬增資至4億新台幣。
2022年11月22日，菱傳媒發行創刊號紙本刊物。
2023年7月31日，菱傳媒推行政見追蹤網。
2023年9月1日，發行書籍《菱近詐騙》。

## 新聞事件

### 網站遭駭客攻擊
2021年12月6日，駭客突襲菱傳媒網站，在下午4時44分無預警將其網站新聞全數下架，菱傳媒在社群媒體Facebook發文表示，案發第一時間已向警政單位報案，呼籲警方盡速追查出駭客，捍衛新聞自由。隔日，行政院發言人羅秉成針對此事回應，「無法容忍任何傷及言論自由的事情」。

### 董事長不滿權力遭架空辭職
2021年12月，前立委、菱傳媒原董事長徐中雄辭職源由曝光，徐中雄對外說明，他已退休，創辦菱傳媒是希望可以為社會做一點事，卻沒想到公司中的主導者陳申青和他的理念差距甚大，難以共事只好請辭。隔日，媒體人周玉蔻在臉書發文指出，徐中雄請辭，可能跟菱傳媒報導顏寬恒台中105號碼頭弊案，遭到顏寬恒施壓才辭去菱傳媒董事長。對此，徐中雄、顏寬恒辦公室皆駁斥周的說法；徐中雄再重申，是自己和陳申青理念與認知差距太大，形同被架空，才決定在發刊前請辭。另外徐中雄還透露，因在菱傳媒籌備過程，陳申青只透過LINE傳了一次一份很簡單的工作時間表給他，其他的事情都沒有讓他知道，就連原本公司名稱要叫做《知傳媒》，最後卻改為菱傳媒也未事先知會他一聲，是直到有其他幾個朋友在討論菱傳媒的名稱時，才知道原來媒體改了名，「連『菱』是哪個『菱』都不知道」。

### 遭指與顏家「套招」事件
2022年1月，台中第二選區立委補選前，國民黨候選人顏寬恆父親、大甲鎮瀾宮董事長顏清標在1月7日傳出，因被菱傳媒指其母親的墓地是違建，所以氣到血壓飆高掛急診。對此，有網友質疑這是菱傳媒和顏家為了選舉套招。引來國民黨文傳會副主委鄭照新澄清，綠營發動網路說顏清標和媒體套招，他稍早跟提問的菱傳媒總編通話，對方表示有人爆料，因此才需要查證。另外鄭也說以菱傳媒的立場，不可能和顏家套招。

### 網站又遭駭客攻擊
2023年2月，菱傳媒爆料陳宗彥召妓事件，菱傳媒專欄作者、總編輯蔡日雲於專欄內容中提及，「《菱》的官網不容易連入，事實上，我們在2月初網站就斷斷續續遭到不明攻擊，我們也早向刑事局報案。」蔡表示他不願將這兩天網站又再遭駭與此事件一起聯想，因為畢竟我們自己在網站資安的維護上，還有很大的努力空間。

## 爭議事件
2023年4月7日，時值蔡英文出訪友邦返台日，下午六點三十分菱傳媒刊出新聞〈蔡英文行政專機遭不明干擾　採最短距離返台！美軍運輸機「伴飛」〉，並刊載菱傳媒接獲線報，蔡英文行政專機疑似受到不明干擾，企圖影響專機返航時間，報導一出引起各界關注，國防部隨即發布新聞稿澄清，出訪專機航線，國軍全程掌握，並於進管制區後責派海空兵力全程戒護。更強調菱傳媒的報導並非事實，籲請媒體報導前應善盡查證責任，避免傳播不實訊息。

## 榮譽事件
| 年份   | 審理單位                 | 獎項         | 作品          | 結果 |
| ------ | ------------------------ | ------------ | ------------- | ---- |
| 2022年 | 財團法人卓越新聞獎基金會 | 特寫新聞獎   | 台中105號碼頭 | 入圍 |
| 2022年 | 中華傳播管理學會         | 民調透明計畫 | 台中市長民調  | 五星 |

## 遭中國大陸封鎖
GreatFire與Blocky顯示，最早資訊在2022年11月23日，其新聞網站遭中華人民共和國的網墻封鎖，係指於中國境內民眾無法正常進入該網站。

## 外部連結
- 官方网站